# Hear the Drummer (Get Wicked)
A Hear the Drummer (Get Wicked) egy 1990 februárjában megjelent dal az angol dj Chad Jackson előadásában. A dal az angol kislemezlistán a 3. helyig jutott.
A dal producere Steve Mac a dal zenei alapjait a Firebeatz nevű duó 2013-as Wicked című dalában is felhasználta.

## Felhasznált zenei alapok
- The 45 King - The 900 Number (1989)[2]
- Afrika Bambaataa and James Brown - Unity (1984)[3]
- Afrique - House of Rising Funk (1973)[4]
- Bobby Byrd - Hot Pants, I'm Coming, Comint, I'm Coming (1971)[5]
- Gang Starr - Movin' On (1988)[6]
- Hijack - The Badman Is Robbin' (1989)[7]
- Kool & the Gang - Chocolate Buttermilk (1969)
- Kool & the Gang - Give It Up (1969)
- The O'Jays - For the Love of Money (1973)[8]
- Public Enemy - Welcome to the Terrordome (1990)
- Soul II Soul - Back to Life (acapella) (1989)
- Uptown -  Dope on Plastic (1989)

## Slágerlista
| Slágerlista (1990)                  | Legjobb helyezés |
| ----------------------------------- | ---------------- |
| Egyesült Királyság UK Singles Chart | 3                |
| Hollandia Dutch Singles Chart       | 5                |
| Belgium Belgian Singles Chart       | 10               |
| US Dance Club Songs                 | 27               |